# Rungia
- Commons
- Wikispecies

Rungia Nees, 1832, segundo o Sistema APG II, é um gênero botânico da família Acanthaceae.

## Espécies
Este gênero apresenta aproximadamente 95 espécies:
Rungia adnata Rungia angustifolia Rungia apiculata
Rungia arnottiana Rungia axilliflora Rungia baumannii
Rungia beddomei Rungia bisaccata Rungia blumeana
Rungia brandisii Rungia burmanica Rungia buettneri
Rungia camerunensis Rungia caerulea Rungia caespitosa
Rungia chamaedryoides Rungia chinensis Rungia ciliata
Rungia clauda Rungia congoensis Rungia coerulea
Rungia crenata Rungia densiflora Rungia dimorpha
Rungia diversibracteata Rungia diversiformis Rungia eberhardtii
Rungia elegans Rungia eriostachya Rungia evrardi
Rungia grandiflora Rungia grandis Rungia guangxiensis
Rungia guineensis Rungia heterophylla Rungia himalayensis
Rungia hirpex Rungia incompta Rungia interrupta
Rungia khasiana Rungia klossii Rungia laeta
Rungia latior Rungia laxiflora Rungia le
Rungia lepida Rungia linifolia Rungia longifolia
Rungia longipes Rungia maculata Rungia mastersi
Rungia membranacea Rungia mina Rungia minutiflora
Rungia monetaria Rungia muralis Rungia naoensis
Rungia napoensis Rungia obcordata Rungia oligoneura
Rungia origanoides Rungia parviflora Rungia paxiana
Rungia pectinata Rungia philippinensis Rungia pierrei
Rungia pinpienensis Rungia pobeguinii Rungia podostachya
Rungia polygonoides Rungia pubinervia Rungia punduana
Rungia pungens Rungia purpurascens Rungia repens
Rungia rivicola Rungia rosacea Rungia rungiodes
Rungia salaccensis Rungia saranganensis Rungia sarmentosa
Rungia schliebenii Rungia selangorensis Rungia silvatica
Rungia sisparensis Rungia smeruensis Rungia stolonifera
Rungia subtilifolia Rungia sumatrana Rungia taiwanensis
Rungia tenuissima Rungia tonkinensis Rungia tristichantha
Rungia vegeta Rungia wightiana Rungia yunnanensis